# Закариев, Магомед Ахмедович
Магомед Ахмедович Закариев (род. 10 июля 1997, Чечня) — украинский борец вольного стиля, бронзовый призёр чемпионата мира 2021 года в Осло (Норвегия).

## Биография
Чеченец. Его отец Ахмед Закариев погиб 31 января 2000 года в боях за Грозный. Выступает в тяжёлой весовой категории (до 97 кг). Тренировался под руководством  Константина Станкова и Александра Ануфриева. Становился в чемпионом Украины 2022 году. В октябре 2021 года на чемпионате мира в Осло в четвертьфинале Закариев победил чемпиона Европы 2020 года турецкого борца Сулеймана Карадениза. В полуфинале Закариев проиграл россиянину Абдулрашиду Садулаеву со счётом 11:0. В схватке за бронзовую медаль украинец победил представителя Белоруссии Александра Гуштына.